# جورج واشنطن سميث (رسام)
جورج واشنطن سميث (بالإنجليزية: George Washington Smith)‏ هو مهندس معماري ورسام أمريكي، ولد في 22 فبراير 1876، وتوفي في 16 مارس 1930.